# Anemia sanctae-martae
Anemia sanctae-martae är en ormbunkeart som beskrevs av Hermann Christ.
Anemia sanctae-martae ingår i släktet Anemia och familjen Anemiaceae. Inga underarter finns listade i Catalogue of Life.